# Kostel svatého Václava (Nemotice)
Římskokatolický farní kostel svatého Václava v Nemoticích byl postaven roku 1793. Barokní jednolodní kostel s hranolovitou věží byl vysvěcen roku 1794 a ve dvacátých letech 20. stol. přestavěn a rozšířen.

## Fotogalerie

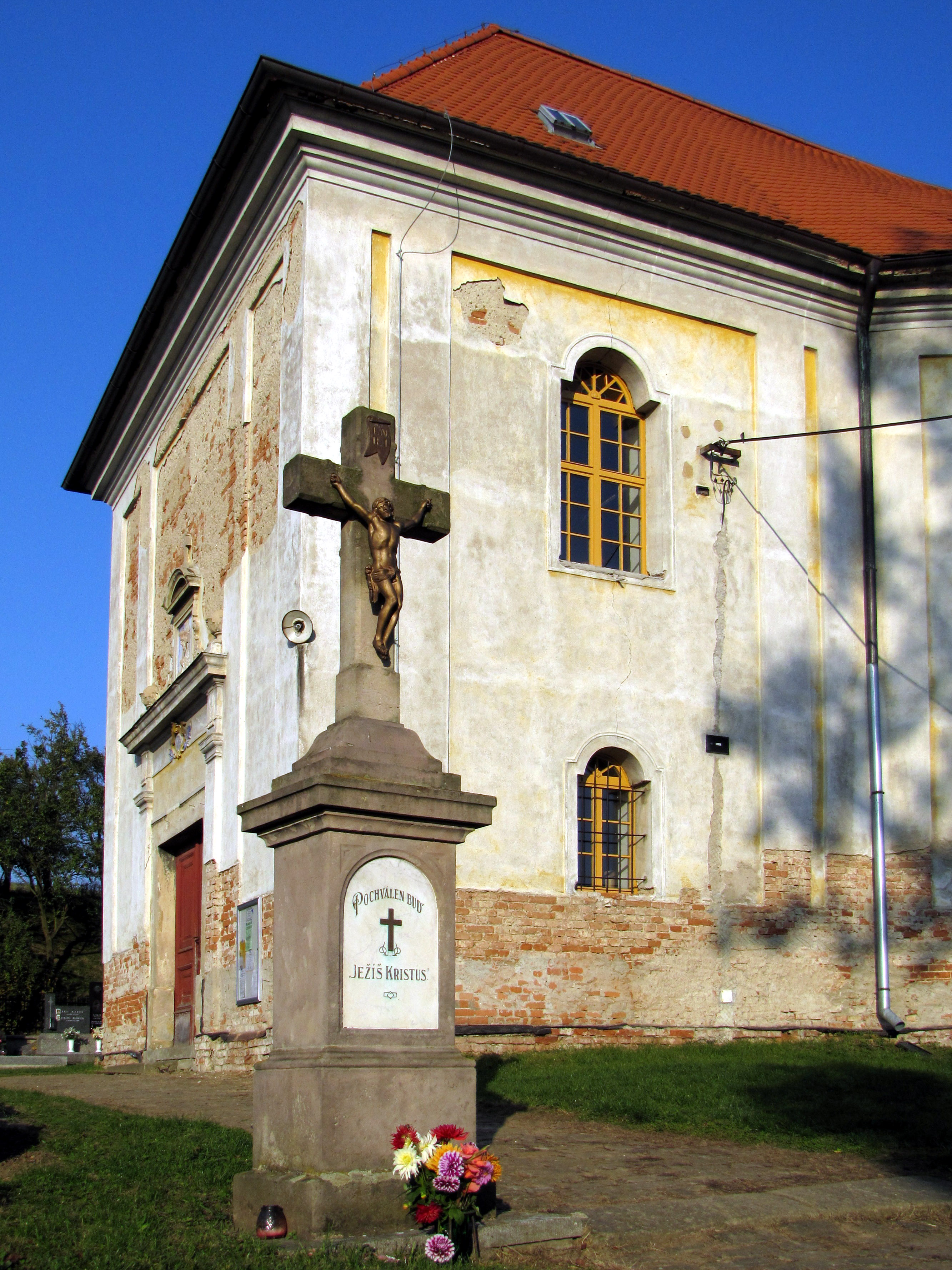
Kostel sv. Václava (2010)
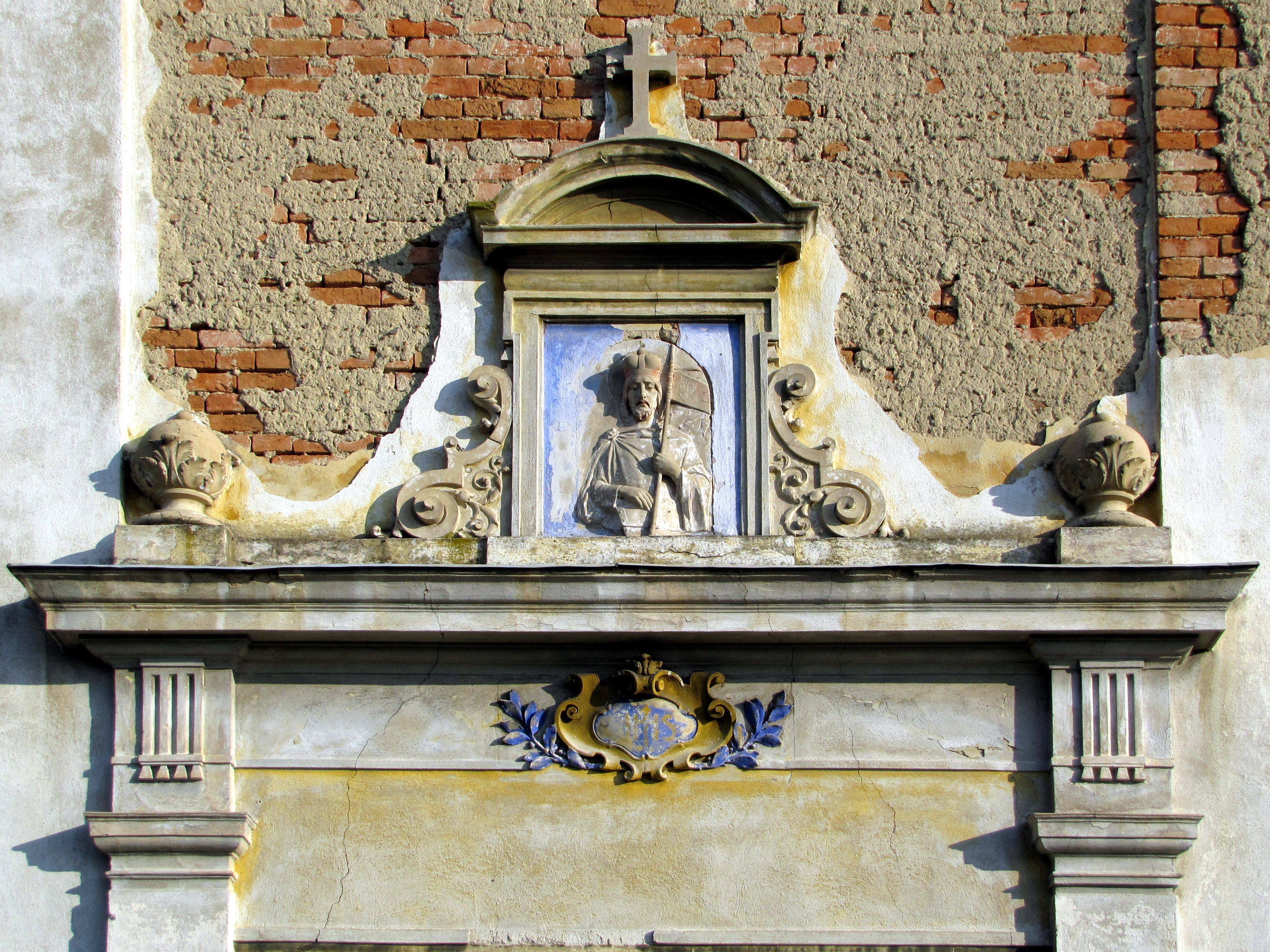
Kostel sv. Václava (2010)
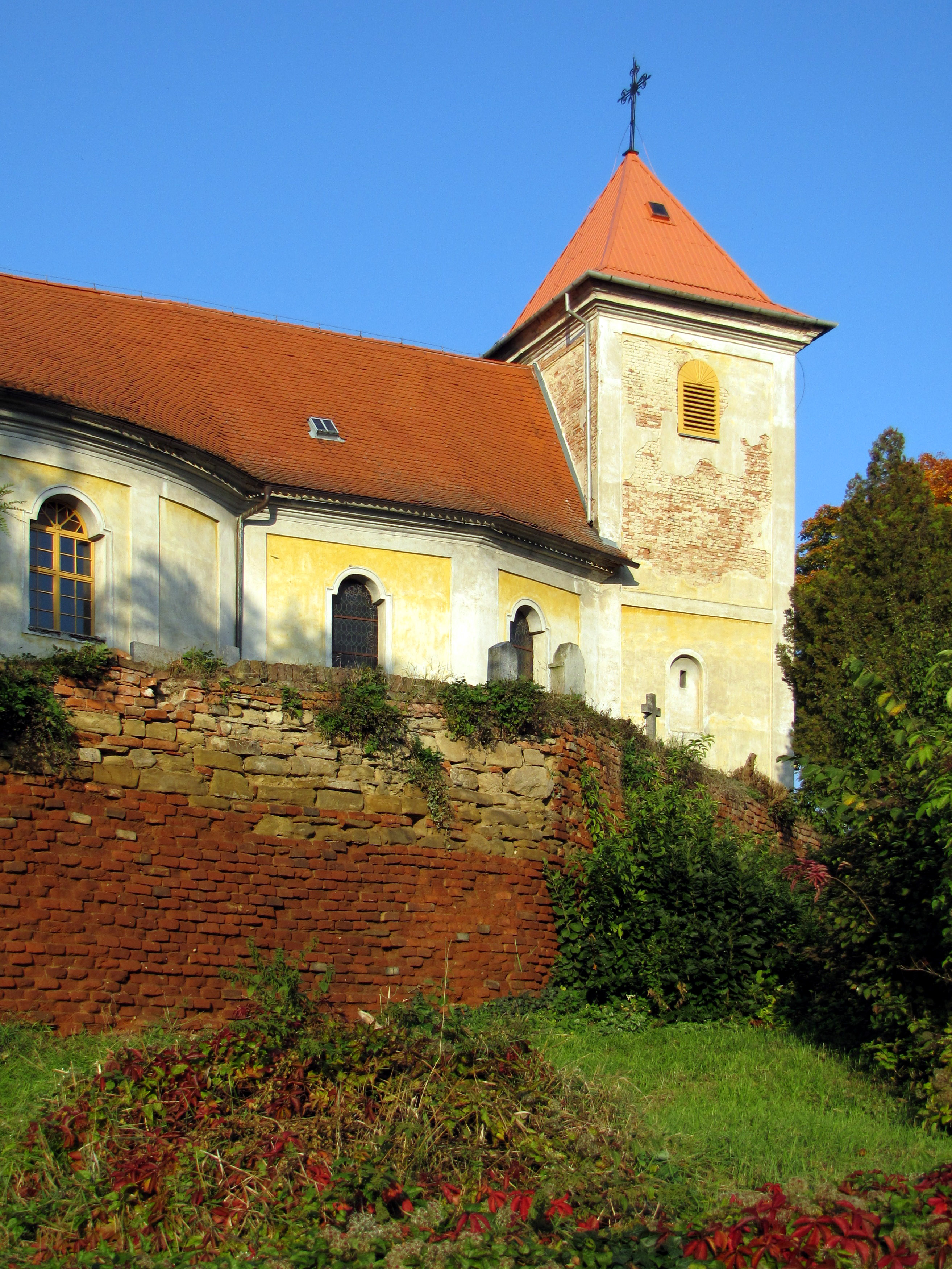
Kostel sv. Václava (2010)
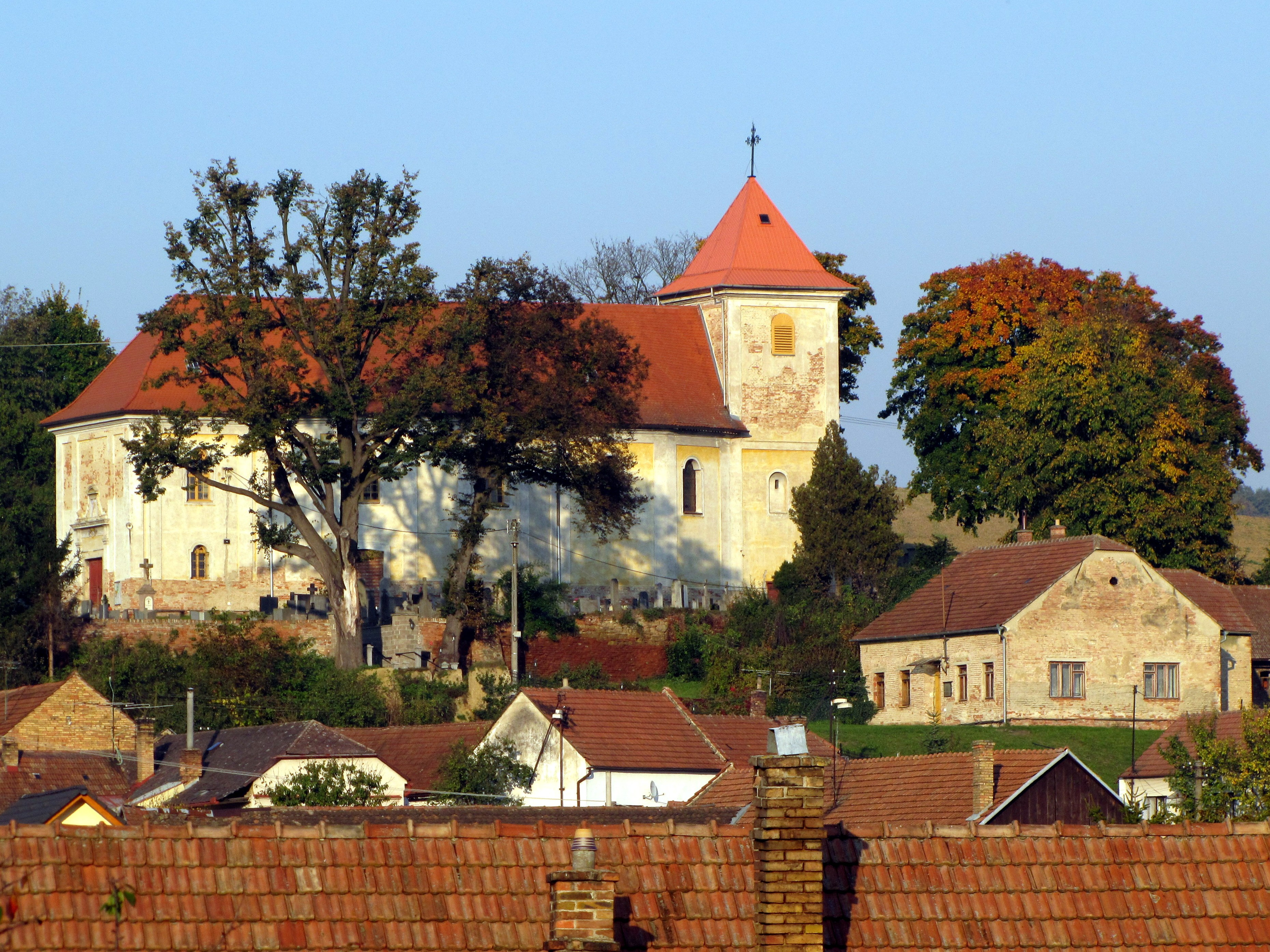
Kostel sv. Václava (2010)